# ماریا زاکاریاش
ماریا زاکاریاش (مجاری: Zakariás Mária؛ زادهٔ ۲۸ دسامبر ۱۹۵۲) قایقران کایاک اهل مجارستان است.